# Микуличин
Микули́чин (укр. Микуличин) — село в Яремчанской городской общине Надворнянского района Ивано-Франковской области Украины.
Это самое длинное село на Украине, общая протяженность — 44 км.
Население составляет 5200 человек. Занимает площадь 160,86 км². Почтовый индекс — 78590. Телефонный код — 03434.

## География
Микуличин находится на высоте около 750 метров над уровнем моря. Село расположено в долине реки Прут.
Ближайшие населенные пункты: Яремче, Татаров, Ворохта, Яблуница, Поляница (Буковель).
Через село проходит железная дорога из Рахов-Ивано-Франковск и автодорога Н09 Мукачево — Львов.
На железнодорожной станции Микуличин останавливаются пригородные поезда в Ворохту, Рахов, Ивано-Франковск, Коломыю и Яремче. Часть пригородных рейсов уже заменили современным дизель-поездом Pesa со всеми удобствами. Поезда дальнего сообщения курсируют во Львов (№ 606).
Ближайшие горы в окрестностях Микуличин: Круглый Явирник (1221 м), Явирник-Горган (1467 м), Маковица (985 м), Рокита Большая (1100 м), Костел (1049 м), Ягодная (1216 м).
Реки; Прут, Женец, Прутец Чемыговский. К северу от села находится водопад Капливец. Недалеко от Микуличина, на границе с Татаровым, расположены водопады: Женецкий и Наринецкий.
В селе река Хичка, Копчик и ручей Форещинка впадают в Прутец Чемыговский.

## История
В древности Микуличин являлся собственностью боярина Микулы, от имени которого и произошло его название. В 1437 году в галицком суде село упоминается как Mykolincze. В 1448 году упомянуто село пол. Miculincze в Коломыйском дистрикте. В налоговом реестре 1515 г. документируется 1/2 лана (около 12,5 га) обрабатываемой земли.